# Article 72-1 de la Constitution de la Cinquième République française
Article 72 Article 72-2
L'article 72-1 de la Constitution française du 4 octobre 1958 décrit les procédures démocratiques dans les collectivités territoriales.

## Contenu
« La loi fixe les conditions dans lesquelles les électeurs de chaque collectivité territoriale peuvent, par l'exercice du droit de pétition, demander l'inscription à l'ordre du jour de l'assemblée délibérante de cette collectivité d'une question relevant de sa compétence.

Dans les conditions prévues par la loi organique, les projets de délibération ou d'acte relevant de la compétence d'une collectivité territoriale peuvent, à son initiative, être soumis, par la voie du référendum, à la décision des électeurs de cette collectivité.

Lorsqu'il est envisagé de créer une collectivité territoriale dotée d'un statut particulier ou de modifier son organisation, il peut être décidé par la loi de consulter les électeurs inscrits dans les collectivités intéressées. La modification des limites des collectivités territoriales peut également donner lieu à la consultation des électeurs dans les conditions prévues par la loi. »
— Article 72-1 de la Constitution du 4 octobre 1958

## Historique
L'article 72-1 de la Constitution a été créé par la loi constitutionnelle n°2003-276 du 28 mars 2003, adoptée dans le cadre de l'« Acte II » de la décentralisation à l'initiative du gouvernement Raffarin.

## Analyse
L'alinéa 1 instaure un droit de pétition qui n'existait auparavant que dans les règlements des assemblées parlementaires. Contrairement au référendum, il n'entraîne pas de décision par lui-même, mais demande à l'assemblée locale à examiner une proposition. Son champ est limité à celui des compétences locales. L'application du principe constitutionnel se traduit par la loi du 13 août 2004 (article 122), la  procédure étant codifiée aux articles L1112-15 à L1112-22 du Code général des collectivités territoriales (CGCT).
L'alinéa 2 crée le référendum local, dont l'initiative revient à l'assemblée locale. Ce n'est jamais une obligation pour elle. Ses conditions sont précisées par les articles L.O. 1112-1 à L.O. 1112-14 du CGCT, qui interdisent la tenue d'un référendum pendant les six derniers mois du mandat de l'assemblée locale. Un référendum local ne peut se tenir que sur les questions qui relèvent de la compétence de la collectivité concernée et non sur des questions d'ordre général ou relevant de l'Etat,.
L'alinéa 3 permet de consulter les électeurs intéressés sur la création ou la modification d'une collectivité dotée d'un statut particulier. Cet alinéa a fait l'objet d'une application le 6 juillet 2003 : les électeurs corses se sont alors opposés au projet de fusion des deux départements de l'île. Bien que la procédure prévue à cet alinéa n'ait qu'une valeur consultative, le Gouvernement a décidé en l'occurrence de suivre l'avis rendu par les électeurs et a renoncé à ce projet.